# Зовнішнє незалежне оцінювання

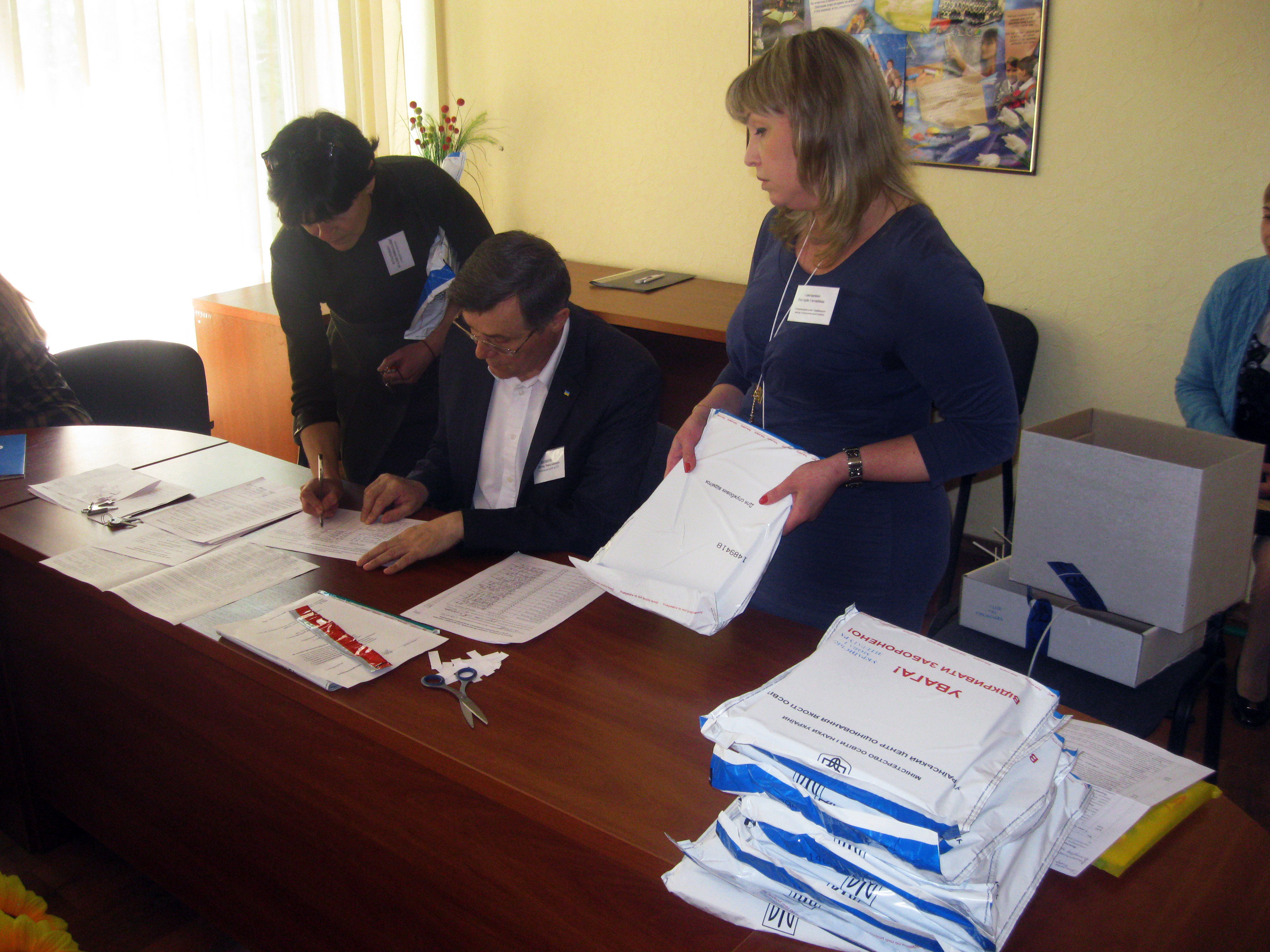
ЗНО з української мови і літератури (2016). Пункт у Святошинському районі Києва.
На передньому плані — закриті аудиторні пакети, що містять зошити завдань і бланки відповідей для кожного абітурієнта.

Зо́внішнє незале́жне оці́нювання (ЗНО, раніше також Зовнішнє тестування, ЗТ) — комплекс організаційних процедур (передусім — тестування), спрямований на визначення рівня навчальних досягнень випускників середніх навчальних закладів при їхньому вступі до закладів вищої освіти в Україні.
Метою зовнішнього незалежного оцінювання є підвищення рівня освіти населення України та забезпечення реалізації конституційних прав громадян на рівний доступ до вищої освіти, здійснення контролю за дотриманням Державного стандарту базової та повної середньої освіти, аналіз стану системи освіти, прогнозування її розвитку.
Система зовнішнього незалежного оцінювання формується в Україні за підтримки міжнародних і громадських організацій з 2004 року. Через повномасштабне російське вторгнення в Україну у 2022 році введено вступне випробування на бакалаврат для здобуття вищої освіти у формі Національного мультипредметного тесту (НМТ).
Результати зовнішнього незалежного оцінювання зараховуються як результати державної підсумкової атестації та як результати вступних іспитів до закладів вищої освіти.
Проведення зовнішнього незалежного оцінювання здійснюється Українським центром оцінювання якості освіти (УЦОЯО) у співпраці з місцевими органами управління освітою, обласними інститутами післядипломної педагогічної освіти, навчальними закладами. Координація роботи учасників процесу зовнішнього незалежного оцінювання здійснюється Вінницьким, Дніпропетровським, Донецьким, Івано-Франківським, Київським, Львівським, Одеським, Харківським і Херсонським регіональними центрами оцінювання якості освіти, за кожним із яких закріплено по 2-4 області України.
Впровадження зовнішнього незалежного оцінювання підвищило якість середньої та вищої освіти в Україні, позитивно позначилося на загальному рівні освіченості та стало вагомим фактором у боротьбі з корупцією.

## Історія
| Предмет                                                                     | Предмет                                             | 2004 | 2005 | 2006 | 2007 | 2008 | 2009 | 2010 | 2011 | 2012 | 2013 | 2014 | 2015 | 2016 | 2017 | 2018 | 2019 | 2020 | 2021 | 2021 |
| --------------------------------------------------------------------------- | --------------------------------------------------- | ---- | ---- | ---- | ---- | ---- | ---- | ---- | ---- | ---- | ---- | ---- | ---- | ---- | ---- | ---- | ---- | ---- | ---- | ---- |
| Українська мова                                                             |                                                     |      |      |      |      |      |      |      |      |      |      |      |      |      |      |      |      |      |      |      |
| Українська література                                                       |                                                     |      |      |      |      |      |      |      |      |      |      |      |      |      |      |      |      |      |      |      |
| Історія України                                                             |                                                     |      |      |      |      |      |      |      |      |      |      |      |      |      |      |      |      |      |      |      |
| Математика                                                                  |                                                     |      |      |      |      |      |      |      |      |      |      |      |      |      |      |      |      |      |      |      |
|                                                                             |                                                     |      |      |      |      |      |      |      |      |      |      |      |      |      |      |      |      |      |      |      |
| Фізика                                                                      |                                                     |      |      |      |      |      |      |      |      |      |      |      |      |      |      |      |      |      |      |      |
| Хімія                                                                       |                                                     |      |      |      |      |      |      |      |      |      |      |      |      |      |      |      |      |      |      |      |
| Біологія                                                                    |                                                     |      |      |      |      |      |      |      |      |      |      |      |      |      |      |      |      |      |      |      |
| Географія                                                                   |                                                     |      |      |      |      |      |      |      |      |      |      |      |      |      |      |      |      |      |      |      |
| Іноземна мова                                                               | Англійська, німецька, французька або іспанська мови |      |      |      |      |      |      |      |      |      |      |      |      |      |      |      |      |      |      |      |
| Іноземна мова                                                               | Російська мова                                      |      |      |      |      |      |      |      |      |      |      |      |      |      |      |      |      |      |      |      |
| Зарубіжна література                                                        |                                                     |      |      |      |      |      |      |      |      |      |      |      |      |      |      |      |      |      |      |      |
| Всесвітня історія                                                           |                                                     |      |      |      |      |      |      |      |      |      |      |      |      |      |      |      |      |      |      |      |
| Основи економіки                                                            |                                                     |      |      |      |      |      |      |      |      |      |      |      |      |      |      |      |      |      |      |      |
| Основи правознавства                                                        |                                                     |      |      |      |      |      |      |      |      |      |      |      |      |      |      |      |      |      |      |      |
| Примітки — не проводилося; — проводилося вибірково; — для всіх абітурієнтів |                                                     |      |      |      |      |      |      |      |      |      |      |      |      |      |      |      |      |      |      |      |

### 1993
В Україні здійснено спробу запровадити тестування випускників загальноосвітніх шкіл. Через ряд чинників спроба виявилася невдалою.

### 2002
Центр тестових технологій Міжнародного фонду «Відродження» спільно з Міністерством освіти та науки України провели 200 тестувань, у яких взяли участь студенти перших курсів закладів вищої освіти.
Мета цього проєкту — апробація тестових завдань і розроблення технології адміністрування.

### 2003
Центр тестових технологій Міжнародного фонду «Відродження» спільно з Міністерством освіти та науки провели тестування з математики й історії 3121 випускника 670 загальноосвітніх шкіл України. Чотири заклади вищої освіти почали зараховувати результати тестування як вступні випробовування. За бажанням учнів у загальноосвітніх навчальних закладах результати тестування зараховують як державну підсумкову атестацію.

### 2004
Центром тестових технологій Міжнародного фонду «Відродження» спільно з Міністерством освіти та науки проведено тестування 4485 випускників шкіл міст Києва, Донецька, Львова, Харкова, Одеси з математики, української мови, історії, економіки.
У 31 закладі вищої освіти були прийняті рішення про зарахування результатів тестування як вступних випробовувань.
25 серпня була прийнята постанова Кабінету Міністрів України «Деякі питання запровадження зовнішнього незалежного оцінювання та моніторингу якості освіти». Цим документом передбачається: провести у 2006 році випробовування технологій ЗНО навчальних досягнень випускників навчальних закладів системи загальної середньої освіти; у 2007–2008 роках — здійснити запровадження ЗНО навчальних досягнень випускників, які виявили бажання вступити до ЗВО.

### 2005
Президент Ющенко Указом від 4 липня доручив Міністерству освіти та науки України впродовж 2005–2006 років здійснити перехід до проведення вступних випробовувань до закладів вищої освіти шляхом ЗНО.
Постановою Кабінету Міністрів України № 1312 від 31 грудня було утворено Український центр оцінювання якості освіти й установлено, що ЗНО навчальних досягнень випускників навчальних закладів системи загальної середньої освіти, які виявили бажання вступати до ЗВО, є державною підсумковою атестацією та вступним випробовуванням до цих закладів.
Проводиться тестування 10 030 учнів із 1567 шкіл України.

### 2006

Емблема УЦОЯО

У Державному бюджеті України на 2006 р. уперше передбачено кошти на запровадження ЗНО та моніторингу якості освіти.
Розпочинає свою діяльність Український центр оцінювання якості освіти. Створюються 8 регіональних центрів оцінювання якості освіти.
Проводиться тестування 41 818 випускників загальноосвітніх шкіл, до якого залучаються 6 300 інструкторів, 700 екзаменаторів.

### 2007
Після 2005 року всі ЗВО, підпорядковані Міністерству освіти та науки України, зараховують результати зовнішнього тестування.
2007 року зовнішнє незалежне оцінювання знань проводилося у формі тестування з української мови, математики, історії (історії України та всесвітньої історії).
Зовнішнє незалежне оцінювання з хімії, біології, фізики проводилося лише для випускників шкіл Харківської області.
Тестування з української мови відбулося 21 квітня, з хімії, фізики та біології — 26 квітня, з математики й історії — 28 квітня.
Першого червня 2007 р. усі учасники тестування отримали в індивідуальних конвертах сертифікати з результатами.
Участь у зовнішньому незалежному оцінюванні взяли 116 327 випускників загальноосвітніх шкіл, гімназій, ліцеїв, що становить 26 % від їхньої загальної кількості. У місті Києві, Харківській і Львівській областях зовнішнім незалежним оцінюванням було охоплено від 64 до 94 % випускників.
Середня вартість тестування одного учасника зовнішнього незалежного оцінювання 2007 р. у розрахунку на один предмет становила 38,5 гривень.

### 2008
З 2008 року проходження зовнішнього незалежного оцінювання є обов'язковою умовою вступу до закладу вищої освіти. 2008 року зовнішнє незалежне оцінювання проводиться з таких предметів:
- українська мова та література;
- історія України (з найдавніших часів до наших днів);
- всесвітня історія (з найдавніших часів до наших днів);
- зарубіжна література;
- хімія;
- фізика;
- біологія;
- математика;
- основи економіки;
- основи правознавства;
- географія.

Після приходу нового Міністра освіти та науки Івана Вакарчука відповідним наказом № 1171 від 25 грудня 2008 року було визначено українську мову як єдину, якою можна буде скласти зовнішнє незалежне оцінювання, а тим, хто навчався мовами меншостей (російською, польською, угорською, кримською, молдовською, румунською), будуть видані короткі словнички з перекладами термінів на українську. Це викликало обурення та занепокоєння серед національних меншостей, зокрема росіян та угорців України. У Криму відбулися масові протести за право складати тести російською мовою. Таку позицію підтримали деякі посадовці України, Голова Верховної Ради Криму Анатолій Гриценко направив письмове звернення до Міністерства освіти України, щоб у Криму тестування проходило російською мовою. Він виступив за те, аби зовнішнє тестування для абітурієнтів українською мовою вводилося поетапно, оскільки 95,6 % учнів у Криму навчаються російською мовою, 6,3 % — кримськотатарською і тільки 3,2 % — українською мовою. Таку думку Міністерство взяло до уваги й на прес-конференції Міністра освіти та науки України Івана Вакарчука та директора Українського центру оцінювання якості освіти Ігоря Лікарчука 14 лютого 2008 було заявлено, що в 2008 році тести будуть перекладені російською, польською, румунською, угорською, молдовською та кримськотатарською мовами. Відтак радикальна українська партія ВО Свобода засудила поступки Міністерства та подала запит до Міністерства та Генпрокуратури про порушення таким чином Конституції України, заявила про намір подати до суду, однак відповіді від Міністерства так і не отримала.
Загалом у рамках основної сесії зовнішнього оцінювання, що тривала зі 22 квітня до 4 червня, було написано 997 897 тестів. Для учасників тестування працювало 4600 пунктів тестування, у яких розміщувалася 81 тис. аудиторій. Середня явка на тестування склала 76 %.

### 2009
1 листопада 2008 виші оголосили перелік сертифікатів ЗНО потрібних для вступу на певні напрями підготовки. Складання основної сесії ЗНО скоротили на два тижні, тож вона пройшла з 6 травня до 5 червня 2009, зареєструватися можна було з 1 грудня 2008 року. Окрім того, того року скоротили до восьми кількість предметів, з яких проходило тестування, а зарубіжну літературу, основи економіки, основи правознавства, всесвітню історію виключили. Натомість, випускники змогли скласти тести з іноземних мов: англійської, німецької, іспанської чи французької. Абітурієнти змогли обрати для здавання не три, а до п'яти предметів ЗНО. Тестування з української мови та літератури надалі лишилося обов'язковим для всіх випускників. Починаючи з цього року подання заяв до вишів можна відслідковувати он-лайн на сайті vstup.info [Архівовано 18 листопада 2013 у Wayback Machine.]. Також у 2009 році залишилася можливість складати тести мовами шести нацменшостей України. Підготовчі курси при вишах більше не дають можливості позаконкурсного вступу.

### 2010
Цього року закінчується кількарічний перехідний період, протягом якого тестування можна було здати однією з семи мов. Видано накази щодо поліпшення викладання українською мовою в школах нацменшостей, тож ЗНО вперше проводитиметься лишень українською. Задля забезпечення права національних меншостей будуть надаватися словники з перекладом основних термінів, що будуть використовуватися в тестах. Але Верховна Рада Криму вже 18 червня 2008 року звернулася до Верховної Ради та Кабінету Міністрів зі проханням проводити зовнішнє незалежне тестування випускників шкіл Криму, що навчаються мовами національних меншостей, цими мовами також після 2009 року. Проте рішення Міністерства лишається без змін. Основні сесії тестування пройдуть у червні (зі 2 по 23). Кожен випускник школи має пройти тестування з української мови та літератури та на вибір математики чи історії.

### 2011
У 2011 році зовнішнє оцінювання для охочих стати студентами закладів вищої освіти проводилося з таких предметів: українська мова та література, історія України, математика, біологія, географія, фізика, хімія, російська мова, одна з іноземних мов (за вибором): англійська, німецька, французька, іспанська.
Зовнішнє оцінювання з української мови та літератури є обов'язковим для всіх абітурієнтів.
Результати зовнішнього оцінювання будуть зараховуватися як вступні випробування до закладів вищої освіти за освітньо-професійними програмами підготовки молодшого спеціаліста та бакалавра (спеціаліста, магістра медичного та ветеринарно-медичного спрямування).
Тести для зовнішнього оцінювання з історії України, математики, біології, географії, фізики, хімії будуть перекладені кримськотатарською, молдовською, польською, російською, румунською, угорською мовами.
10 листопада 2011 року розпочалася реєстрація на пробне тестування ЗНО, яка тривала до 10 грудня 2011 року включно.

### 2012
У 2012 році до предметів, за якими проводять ЗНО, додалася всесвітня історія. Крім того, максимальна кількість предметів, які здають на ЗНО абітурієнти, знизилася до чотирьох. Інших суттєвих змін не відбулося; залишилося обов'язковим до складання абітурієнтами оцінювання з української мови та літератури. Інші предмети залежать від обраної спеціальності. Також слід зазначити, що у зв'язку зі проведенням Євро 2012 у Польщі й Україні ЗНО-2012 було проведено приблизно на місяць раніше, ніж зазвичай.

### 2013
13 серпня 2012 року стало відомо, що перелік предметів для складання зовнішнього незалежного оцінювання буде доповнено зарубіжною літературою.

### 2014
У 2014 році з метою зменшення впливу різниці рівня викладання та вимог у різних школах вагу шкільного атестата при вступі до ЗВО знижено з 200 до 60 балів.
ЗНО у Донецькій і Луганській областях через військові дії на території цих областей перенесено на додаткову сесію, яка проходитиме з 1 по 15 липня.

### 2015
У 2015 році для вступу до закладу вищої освіти (ЗВО) абітурієнти подають сертифікати ЗНО лише 2015 року. Кожен учасник ЗНО має право скласти тести не більше, ніж з чотирьох навчальних предметів із переліку.

#### Два рівні складності сертифікаційної роботи (тесту)
Абітурієнти складатимуть тести ЗНО з української мови та літератури та математики двох рівнів складності — базового та поглибленого, обрати який слід буде під час реєстрації. Рівень складності тесту, необхідний для вступу на навчання, визначатиметься Правилами прийому до закладу вищої освіти.

#### Державна підсумкова атестація (ДПА) з української мови
Для всіх випускників загальноосвітніх навчальних закладів 2015 року результати ЗНО з української мови та літератури зараховуватимуться як результати ДПА. Вони визначатимуться на основі кількості балів, набраних за виконання завдань лише з української мови.

#### Встановлення «порогового бала»
Для визначення результатів ЗНО-2015 з кожного предмета буде встановлено «пороговий бал», тобто та кількість тестових балів, яку може набрати мінімально підготовлений абітурієнт. Учасники тестування, які не подолають «поріг», не зможуть використати результат ЗНО з цього предмета для вступу до ЗВО. Усі абітурієнти, результати яких будуть не нижчими від «порогового бала», отримають оцінку за шкалою 100—200 балів і матимуть право брати участь у конкурсному відборі при вступі на навчання.

### 2017
2017 року Міністерство освіти та науки вирішило розробити оптимальні умови для того, щоб ЗНО стало більш доступним для учнів із особливими потребами. Свою роботу в пошуку оптимального вирішення цього завдання почала робоча група. Їй потрібно створити максимально адаптовані програми зовнішнього незалежного оцінювання з української мови та літератури, історії України та математики для тих дітей, які страждають порушенням зору.
Також у 2017 році як оцінки за державну підсумкову атестацію зарахують тестування зі трьох предметів ЗНО. Перший обов'язковий для складання всіма випускниками предмет — українська мова та література. При виборі другого обов'язкового предмета ЗНО-2017 учасник має альтернативу між математикою й історією України. Третій предмет слід вибирати зі списку предметів, за якими проводять тестування в цьому році (історія України, математика, англійська, іспанська, французька, німецька, російська мови, географія, біологія, хімія, фізика). Підкреслимо, для того, щоб оцінки, отримані на державній підсумковій атестації були зараховані, можна одночасно вибирати і математику, й історію України. Таким чином, вибір предметів — безпосередня прерогатива учасника, і повинна обумовлюватися виключно його планами щодо майбутнього навчання, та не профілем класу чи школи.

### 2018
2018 року ЗНО проводилося з 22 травня по 14 липня. З 2018 року ЗНО не проводиться з предмету «російська мова». До списку предметів, з яких можна було скласти ЗНО, включено 11 пунктів: українська мова і література; історія України; математика; біологія, географія, фізика, хімія; англійська мова, іспанська мова, німецька мова, та французька мова.
Результати ЗНО з трьох навчальних предметів — української мови та літератури, математики або історії України та одного з предметів, зазначених у переліку — зараховані як результати державної підсумкової атестації за освітній рівень повної загальної середньої освіти.
Для проведення ЗНО з іноземних мов використали тести двох рівнів складності: рівня В1 і рівня В2. Новацією цих тестів стала частина «Розуміння мови на слух», яка містить прослуховування звукових фрагментів і виконання завдань до них.

### 2019
У 2019 році ЗНО проводилося з 21 травня по 13 червня. Додаткова сесія відбувалася з 26 червня по 10 липня. До списку предметів, які можна було скласти включено 11 предметів: українська мова і література; історія України; математика; біологія, географія, фізика, хімія; англійську мову, іспанську мову, німецьку мову, та французьку мову.
Результати ЗНО з трьох навчальних предметів — української мови та літератури, математики або історії України та одного з предметів, зазначених у переліку — зараховані, як результати державної підсумкової атестації за освітній рівень повної загальної середньої освіти. (Для випускників 11 класу)

### 2020
2020 року ЗНО повинно було проводитись з 21 травня по 15 червня, але через пандемію коронавірусу його початок перенесений на 25 червня (спочатку — на невизначений термін). До списку предметів, які можна буде скласти включено: українська мова і література; історія України; математика; біологія, географія, фізика, хімія; англійську мову, іспанську мову, німецьку мову, та французьку мову.
Результати ЗНО з трьох навчальних предметів — української мови та літератури, математики або історії України та одного з предметів, зазначених у переліку — будуть зараховані, як результати державної підсумкової атестації за освітній рівень повної загальної середньої освіти. (для учнів (слухачів, студентів) закладів загальної середньої освіти, професійної (професійно-технічної), вищої освіти, які в 2020 році завершують здобуття повної загальної середньої освіти). Під час вступу приймаються сертифікати ЗНО за 2017–2020 роки з усіх предметів, окрім іноземних мов. Оцінки за ЗНО з англійської та інших мов дійсні лише для сертифікатів 2018–2020 років.
Кабмін заборонив проведення пробного ЗНО в аудиторіях через зростання кількості хворих на Covid-19, перенісши його в онлайн режим. За дорученням Президента Зеленського ВРУ ухвалила Законопроєкт про скасування обов'язкового проходження ЗНО для випускників, які не планують вступати до ВНЗ. Документ не скасовує ЗНО повністю і залишає його єдиним механізмом для вступу до ВНЗ.
10 липня Зеленський підписав закон, згідно якого діти з тимчасово окупованих територій можуть вступати до ВНЗ без складання ЗНО.

### 2021
З 2021 року максимальна кількість екзаменів ЗНО, які можна скласти, збільшена до 5.
Зовнішнє незалежне оцінювання з української мови та літератури набуло деяких змін. На відміну від попередніх років, іспит складатиметься з двох рівнів: 1) українська мова, 2) українська мова та література. Абітурієнт ЗНО-2021 повинен обрати один із двох, в залежності від потреб під час вступу до ВНЗ. Таким чином, ті, хто планує вступати на технічні спеціальності, можуть не складати обов'язковий іспит з української літератури.
ЗНО з математики також буде змінено. З 2021 року іспит з математики теж матиме два рівні: 1) стандарт, 2) поглиблений. Багато випускників шкіл, які плануватимуть вступати на гуманітарні спеціальності, у яких математика не є основним вступним предметом, зможуть скласти екзамен рівня стандарту.
Третій (це має бути англійська мова або історія України, на вибір) та четвертий екзамени ЗНО 2021 року будуть обов'язковими.
На відміну від минулих років, з’явилася можливість взяти участь в оцінюванні з ще одного або кількох предметів (всього їх 13) за власні кошти. Якщо йдеться про будь-яку з іноземних мов, сплатити доведеться 789 гривень, а щодо історії України, географії, фізики, хімії або біології – всього 354 гривні.

### 2022
Через повномасштабне російське вторгнення в Україну у 2022 році введено вступне випробування на бакалаврат для здобуття вищої освіти у формі Національного мультипредметного тесту (НМТ).
Саме тестування відбудеться у червні 2022 року у формі комп’ютерного онлайн тестування з трьох предметів (українська мова, математика, історія України). Різні спеціальності матимуть різні вагові коефіцієнти оцінок.

## Слабкі місця
- Попри те, що особа, яка складає тест, допускається до тестування при пред'явленні паспорта, цей захист виявився не завжди ефективним для унеможливлення здачі тесту іншою особою. Так, аспірант з Львівського університету за винагороду погодився скласти у 2008 р. тест з української мови і літератури за випускника однієї з шкіл Дніпра. Фальсифікації виявлено не було[24].
- Щорічна зміна правил вступу до ЗВО.
- У разі помилок, які трапляються не дуже рідко, абітурієнтам можуть бути не зараховані їхні бали. Через це поступити до ЗВО цим абітурієнтам не вдається. Однак існує можливість подати апеляційну заяву для оскарження результатів тестування[25].
- Поява глобальної корупції.
- Можливість втручання керівництва УЦОЯО у механізм встановлення результатів ЗНО. Колишнього очільника УЦОЯО Ігоря Лікарчука підозрюють у тому, що через його втручання результати щонайменше 200 випускників були завищені[26].
- ЗНО проводиться далеко не в усіх населених пунктах, отже школярі з малих населених пунктів вимушені заради проходження ЗНО долати 70-100 км[27] . Наприклад, станом на 2016 рік в Київській області ЗНО проводилось лише в двох містах — Білій Церкві та Переяславі, а у Вінницькій, Закарпатській, Львівській, Тернопільській, Чернівецькій — лише в обласних центрах[28].

## Переваги
- Створення умов рівного доступу до освіти для всіх, незалежно від матеріальних можливостей
- Об'єктивність (утім, наприклад, при перевірці власних висловлювань у ЗНО з української мови та літератури трапляється людський фактор)
- Долання корупції на локальному рівні.
- Наближення до європейських стандартів

## Предмети у ЗНО

### Українська мова і література

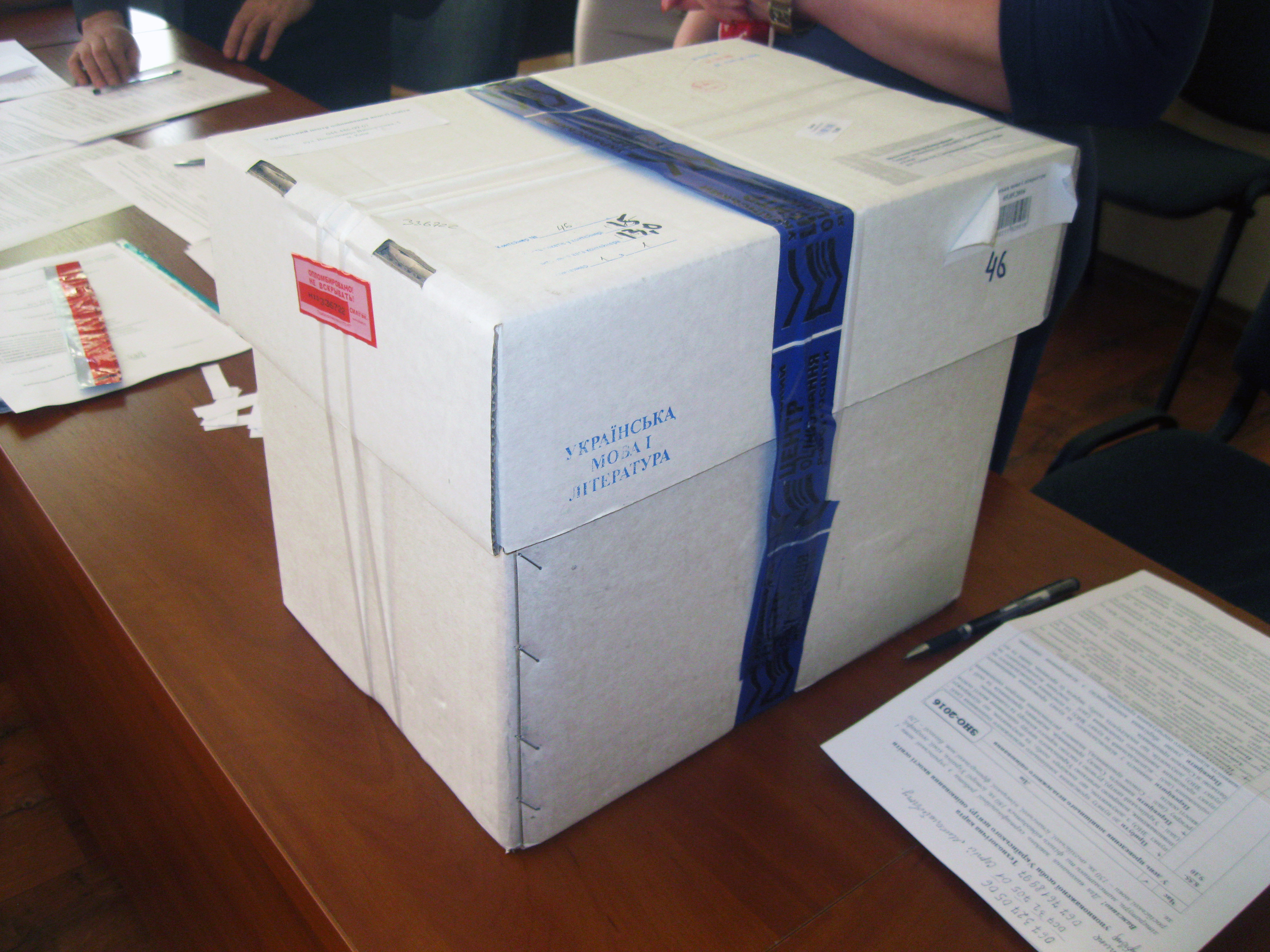
Контейнер з аудиторними пакетами з української мови і літератури до відкриття, 2016

Проводиться з 2005 року (з української мови) та з 2008 року (з української мови і літератури). 2008 року на тестування з української мови і літератури зареєструвався 512 591 учасник, 2009 року — 461 981 учасник.
Тестування з цього предмета є обов'язковим для всіх, хто вступає до ЗВО.
Починаючи з 2009 року, тест передбачає три частини:
- завдання з вибором однієї правильної відповіді та завдання на встановлення відповідності з мови;
- завдання з вибором однієї правильної відповіді та завдання на встановлення відповідності з літератури;
- завдання відкритого типу — створення власного висловлення, яке б ствердило або заперечило подане судження.

Починаючи з 2015 року, результат тесту ЗНО зараховується як результат державної підсумкової атестації.

### Історія України
Проводиться з 2004 року. 2004, 2005 та 2007 року тест з історії України був об'єднаний з тестом із всесвітньої історії, 2006, 2008 та 2009 року існує окремо. 2008 року на тестування з історії України зареєструвалися 98 980 учасників, 2009 року — 195 118 учасників, 2010 року — 329 502. Збільшення кількості обумовлено тим, що історію України почали приймати ті ЗВО, які раніше приймали всесвітню історію, правознавство, економіку.
Тест 2008 року передбачав завдання відкритого типу, 2009 року — лише закриті завдання.
Починаючи з 2016 року, результат за частину тесту ЗНО зараховується як результат державної підсумкової атестації.

### Всесвітня історія
Проводиться з 2004 року. 2004, 2005 та 2007 року тест із всесвітньої історії був об'єднаний з тестом з історії України, 2006, 2008 проводився окремо. Тест 2008 року передбачав лише закриті завдання. Не проводився у 2009, 2010, 2011 роках, повернувся 2012 року. З 2015 року тест з всесвітньої історії знову перестав проводитися.

### Фізика
Проводиться з 2007 року. Містить завдання трьох типів: 1) Тестові завдання з вибором правильної відповіді; 2) Завдання на встановлення відповідності; 3) Завдання на знаходження розв'язку.

### Математика
Проводиться з 2004 року. Містить завдання чотирьох типів: 1) Тестові завдання з вибором правильної відповіді; 2) Завдання на встановлення відповідності; 3) Завдання на знаходження розв'язку; 4) Завдання з розширеною відповіддю. Починаючи з 2016 року, результат за частину тесту ЗНО зараховується як результат державної підсумкової атестації.

### Біологія
Проводиться з 2007 року.

### Хімія
Проводиться з 2006 року.

### Географія
Проводиться з 2008 року.

### Іноземні мови
Абітурієнт має право обирати англійську, німецьку, французьку або іспанську мови. Проводиться з 2009 року. Починаючи з 2018 року, тести з іноземних мов містять у собі частину «Розуміння мови на слух».

### Інформатика
Станом на 2017 рік не проводиться ЗНО з інформатики. Попри це, йде дискусія, чи потрібно вводити тестування з цього напрямку для абітурієнтів, що вступають на спеціальності, пов'язані з програмуванням. Головний аргумент прихильників ЗНО з інформатики полягає в тому, що програма навчання на першому курсі буде більш профільною і буде можливість не витрачати час на вивчення базових принципів, які студент може вивчити ще в школі та підтвердити рівень знань з інформатики на ЗНО.

## Дворівневе ЗНО
З 2015 року запроваджене дворівневе ЗНО з математики та української мови і літератури. Абітурієнти, які хочуть вступати на спеціальність, де один з цих предметів є профільним, повинні складати ЗНО поглибленого рівня. Для спеціальностей, де математика і українська мова не є профільними, достатньо скласти ЗНО базового рівня з цих предметів

## Статистика та результати ЗНО 2016
За даними УЦОЯО у 2016 році найбільше абітурієнтів складали тест з української мови та літератури — 253 тисячі, з яких 90,1 % подолали поріг «склав/не склав». Для інших предметів кількість абітурієнтів, що склали тест (в дужках подолали поріг «склав»): математика — 123 тисячі (85 %), історія України — 181 тисяча (86,5 %), англійська мова — 77 тисяч (84 %), біологія — 69 тисяч (89,8 %), географія — 47 тисяч (94,8 %), фізика — 27 тисяч (83,5 %), хімія — 25 тисяч (87,6 %), інші іноземні мови (німецька, французька, іспанська, російська) — 4844.
- З 267 тисяч зареєстрованих учасників, 200 тисяч це випускники поточного року, 48 тисяч випускники минулих років, 18 тисяч студенти ЗВО, ПТНЗ[33]

## Звинувачення у підробці результатів ЗНО
До 2015 року не було жодних суттєвих нарікань на проведення ЗНО та роботи Українського центру оцінювання освіти (УЦОЯО).
Влітку 2015 року тодішній генпрокурор України Шокін висунув обвинувачення керівництву УЦОЯО у підтасовуванні результатів ЗНО на користь окремих осіб.
Після висловлених обвинувачень прокуратура провела обшук в приміщенні УЦОЯО та вдома у деяких працівників, відкрила кримінальну справу.
Звинувачення говорить про підробку близько 2000 результатів починаючи з 2008 року. Але наразі анульовані результати тільки 26 студентів. Слідство не називає дані інших студентів, які начебто отримали завищені результати.
Міністр освіти Сергій Квіт, низка обласних відділень освіти, громадські діячі висловили підтримку голові УЦОЯО Ігору Лікарчуку. Сам Ігор Лікарчук подав у відставку, яку Кабінет міністрів задовольнив
Матеріали справи передані до суду, йдуть слухання у справі
Через те, що під час обшуків прокуратури були вилучені сервери УЦОЯО, деякий час існувала загроза зриву ЗНО у 2016 році. Але згодом це питання вирішилося і ЗНО 2016 року відбулося вчасно. Новим директором УЦОЯО став Вадим Карандій.

## Онлайн-платформа підготовки до ЗНО
2018 року Міністерство освіти взяло участь у презентації приватної онлайн-платформи BeSmart [Архівовано 27 лютого 2018 у Wayback Machine.]. Поряд з безкоштовним курсом подготовки до ЗНО вона пропонує платні послуги «підготовка до ЗНО з репетитором» а також інші платні онлайн-курси.
Інструмент складається з відео-уроків, тестів, та інших матеріалів, що допомагають підготуватися до іспитів з української мови та літератури, математики, історії України, англійської мови, фізики, хімії, географії, біології. База знань зібрана в одному місці і схвалена Міністерством освіти. Авторами курсів платформи є викладачі українських шкіл та університетів — експерти ЗНО.
У липні 2018 року інформаційний портал Odessa Online вказав на конфлікт інтересів навколо розробника платформи BeSmart компанії «ЕД'ЮГЕТ» та губернатора Одеської ОГА Максима Степанова. Останній за рахунок службового становища рекламував на всеукраїнському рівні платформу, співзасновницею якої є дружина губернатора Наталя Степанова.

## Грошові заохочення за успішне складання ЗНО
Відповідно до Постанови Верховної Ради від 21.01.2021 року найкращим випускникам за балами зовнішнього незалежного оцінювання будуть присуджувати іменні премії в розмірі 100 тисяч гривень. На фінансове заохочення можуть розраховувати 30 учасників ЗНО, які за результатами тестів із 4 дисциплін одержать 790 і більше балів. При цьому хоча б один предмет має бути складений на максимальні 200 балів. Також обов’язковою умовою одержання премії є здобуття вищої освіти в українському ЗВО.
У 2021 році 35 випускників успішно склали зовнішнє незалежне оцінювання з результатом 792 бали. П’ятеро випускників вступили до іноземних закладів вищої освіти, тож вони премії від держави не одержали. Водночас 30 студентів, які навчаються в українських ЗВО, отримали фінансову винагороду.

## АналогиЗНО в інших країнах
• У частині країн Європи — Matura;
• У Білорусі — Централізоване тестування;
• У Великій Британії — GCSE;
• У Вірменії — Єдині іспити;
• У Грузії — Єдині національні іспити;
• У Німеччині та Австрії — Abitur;
• У Казахстані — Єдине національне тестування (ЄНТ);
• У Киргизстані — Загальнореспубліканське тестування;
• У КНР — Ґаокао;
• У Румунії та Молдові — Baccalaureat (BAC);
• У США — SAT і ACT;
• У Таджикистані — Централізовані вступні іспити;
• У Франції - Baccalauréat en France (Bac);